# 형질주입
형질주입(形質注入, 영어: transfection) 또는 형질감염은 "trans"와 "infection"의 합성어로 진핵세포에 핵산을 주입하는 것을 말한다. 원핵세포에 플라스미드 등으로 핵산을 주입하는 건 형질전환(transformation), 바이러스를 이용하여 원핵세포에 핵산을 주입하는 건 형질도입(transduction)이라고 부르는 경우가 많다. 세균이 성 선모(sex pili)로 유전 물질을 주고받는 경우 접합(conjugation)이라고 부른다.

## 같이 보기
- 접합(conjugation)
- 형질전환(transformation)
- 형질도입(transduction)